# Сарапулов Дмитро Васильович
Дмитро Васильович Сарапулов (21 вересня 1900, село Бісертовка, тепер Свердловської області, Російська Федерація — 1985, місто Київ) — радянський і партійний діяч, секретар Сталінського обкому КП(б)У, 1-й секретар Краматорського міського комітету КП(б)У.

## Життєпис
Народився в робітничій родині. Трудову діяльність розпочав робітником.
З липня 1919 по 1929 рік служив у Червоній армії. Учасник громадянської війни в Росії на Східному і Південному фронтах.
Член РКП(б) з 1920 року.
Перебував на відповідальній партійній роботі.
До травня 1941 року — 1-й секретар Краматорського міського комітету КП(б)У Сталінської області.
16 травня — серпні 1941 року — секретар Сталінського обласного комітету КП(б)У із машинобудівної і оборонної промисловості.
У серпні 1941 — після 1944 року — начальник Політичного управління Уральського військового округу.
З листопада 1950 по вересень 1954 року — інспектор ЦК КП(б)У в місті Києві.
Подальша доля невідома. Персональний пенсіонер союзного значення.
Помер у липні 1985 року в місті Києві.

## Звання
- полковник

## Нагороди
- орден Червоної Зірки (12.11.1943)
- медаль «За бойові заслуги» (3.11.1944)
- медаль «За перемогу над Німеччиною у Великій Вітчизняній війні 1941—1945 рр.» (1945)
- медалі